# Rafajliwka
Rafajliwka (ukr. Рафайлівка) – wieś na Ukrainie, w obwodzie ługańskim, w faktycznie niefunkcjonującym rejonie roweńkowskim, od 2014 pod kontrolą marionetkowej, uzależnionej od Rosji Ługańskiej Republiki Ludowej. W 2001 liczyła 1117 mieszkańców, spośród których 862 wskazało jako ojczysty język ukraiński, a 255 rosyjski.